# Dawood Ibrahim
Sheikh Dawood Ibrahim Kaskar beter bekend onder het pseudoniem Dawood Ibrahim (Mumkaa, 27 december 1955) is een Indiaas misdadiger. Hij is de oprichter en leider van D-Company, een criminele groepering en terroristische organisatie. Ibrahim wordt gezocht op beschuldiging van terrorisme, moord, afpersing, gerichte moord, drugshandel en diverse andere zaken. Hij wordt ervan verdacht betrokken te zijn bij een aanslag in Bombay in 1993 en bij de aanslagen in Bombay in november 2008. In een door TIME opgestelde lijst van meest beruchte bendeleiders eindigde Ibrahim op de 9e plaats. In 2008 plaatste Forbes Ibrahim op de 4e plaats van meest gezochte personen wereldwijd. Ibrahim wordt ook gezocht door Interpol wegens valsmunterij. Ibrahim had een jarenlange vete met de beruchte Indiaas misdadiger Manya Surve.